# Land des Frühlings

Buchtitelgestaltung der Originalausgabe von 1928

Land des Frühlings ist das einzige autobiografisch verfasste Werk von B. Traven. Es wurde 1928 erstmals verlegt.
Im Anhang der Originalausgabe von 1928 sind auf 64 Seiten 132 Fotografien (S/W) der Reise eingefügt. „Alle Bilder, die in diesem Buche veröffentlicht sind, wurden in der Zeit vom Mai bis Oktober 1926 vom Verfasser selbst aufgenommen.“ Die Wiedergabe erfolgte im Bildtiefdruck der Phönix Illustrationsdruck und Verlag G.m.b.H., Berlin. Auf der letzten Seite des Anhanges sind sieben mexikanische Münzen abgebildet, alle Fotografien sind beschrieben, die längste Beschreibung ist ein Vierzehnzeiler. Die letzte Seite zeigt eine ausfaltbare Landkarte von Chiapas, diese ist umrahmt von den Landkarten Nordamerikas, Südamerikas und Mittelamerikas.
Das Buch ist nicht in betitelte Kapitel unterteilt, sondern lediglich in Gedankensprünge aufgegliedert, die sich dadurch auszeichnen, dass ein auf die nächste Seite leitender Absatz eingefügt wird. Der neue Gedankensprung wird durch eine Zahl angezeigt (insgesamt 32) und deren Anfangsbuchstaben optisch durch Vergrößerung besonders betont. Für die Ausstattung des Buchs zeichnete Curt Reibetantz verantwortlich. In einem Schreiben vom 14. Dezember 1927 an Johannes Schönherr spricht B. Traven von der „ruhigen, schlichten, geschmackvollen und wahrhaft harmonischen Einheit und Geschlossenheit dieses Meisterwerkes des deutschen graphischen Gewerbes“. Einen Nachdruck veröffentlichte 1936 die Büchergilde Gutenberg Zürich.
Das Werk erschien in einer überarbeiteten und neu gestalteten Ausgabe 1950 bei der Büchergilde Gutenberg Zürich mit der Copyright-Angabe für Esperanza Lopez Mateos, Mexiko-Stadt und Josef Wieder, Zürich. Die erneut im Tiefdruck wiedergegebenen Fotografien befinden sich nun auf fortlaufend in den Text eingeschobenen, nicht paginierten Bildseiten, die zugehörigen Bilderläuterungen am Fuß der gegenüberliegenden Textseiten. Die Zahl der Bildseiten ist auf 32 und die Zahl der Bilder auf 72 reduziert worden. Die Kapitelzählung erfolgt jetzt in Textform und in Versalien. Die 9 Textzeilen hohen Initialen sind beibehalten, doch machen veränderte Anfänge der Kapitel 2, 14 und 30 darauf aufmerksam, dass Textanfänge verändert wurden. Selbst als wörtliches Zitat gekennzeichnete Sätze weisen in dieser Ausgabe einen veränderten Wortlaut auf.
Edgar Päßler veröffentlichte 1982 im Rahmen der Werkausgabe Land des Frühlings in zwei Bänden, die jeweils separat paginiert sind und dem Text der Ausgabe von 1950 folgen. In einem Anhang werden die Veränderungen gegenüber der Ausgabe von 1928 dokumentiert: „Mit ihr liegt eine gründlich überarbeitete und veränderte Fassung vor. Die Veränderungen sind nicht nur stilistischer Art, sie greifen auch in den Kontext ein. Sie werden deshalb in diesem Anhang vollständig aufgelistet.“ In der von Juergen Seuss gestalteten Ausgabe werden die Kapitel wieder mit arabischen Zahlen durchnummeriert. Die Bilder werden nur teilweise seitenfüllend gedruckt, sonst aber samt Bilderläuterung in den Textfluss eingebaut. Dem von Traven bei der Erstausgabe geschätzten weichen und matten Farbton Rechnung tragend werden die Bilder in einem Braunton wiedergegeben.
Im späteren Nachdruck (Taschenbuchausgabe) der Büchergilde Gutenberg sind Bilder aus diesem Anhang in den Text integriert worden.
Im Rahmen der Ausgabe B. Traven. Ausgewählte Werke in Einzelausgaben des Verlags Volk und Welt Berlin in den Jahren 1964 bis 1972 unterblieb eine Neuveröffentlichung von Land des Frühlings. Jedoch veröffentlichte Heinz Dieter Tschörtner 1986 B. Traven: Aus dem Land des Frühlings. Auszüge, Aufsätze, Auskünfte und bemerkte im Nachwort: „Von Anfang an stand fest, daß Travens umfangreichstes Buch, sein Report und Reisebericht „Land des Frühlings“ von 1928, das uns auch nach wiederholter Prüfung als Ganzes nicht akzeptabel erschien, mit großen Auszügen darin vertreten sein sollte.“ Unter dem Titel Reise in Chiapas 1926 wurden der Text von Kapitel 20 bis zum Schluss (entsprechend den S. 257–429 der Erstausgabe) sowie einige weitere Episoden ausgewählt. Auf das fotografische Bildmaterial wurde ganz verzichtet.
In Mexiko selbst erschien das Werk erstmals 1996 in einer Übersetzung von Angélica Scherp. Renate von Hanffstengel stellt die Vermutung an, es sei „nicht abwegig, den Grund für die so späte Publikation von Land des Frühlings in seinem unbequemen Inhalt zu suchen“.

## Inhalt

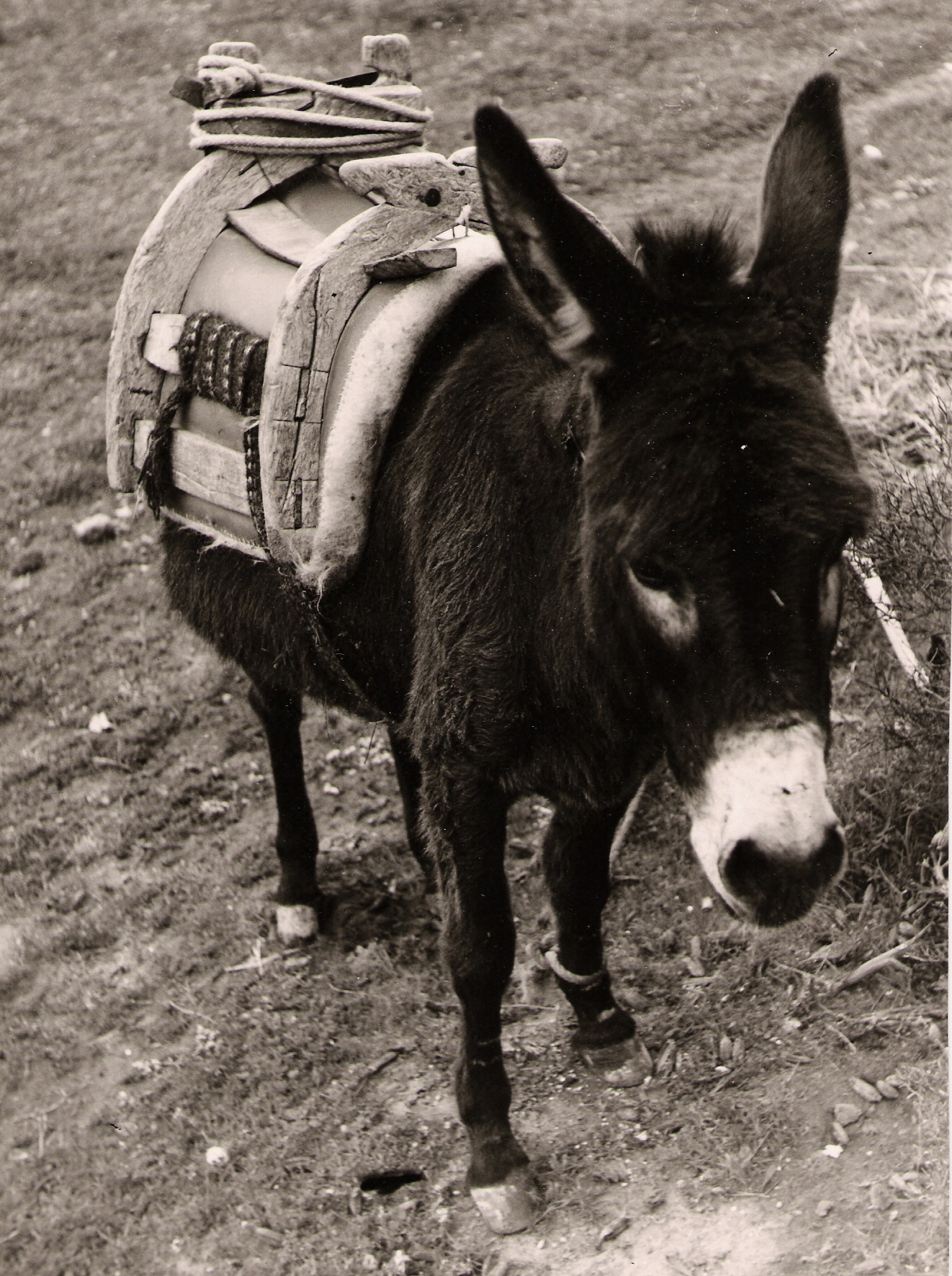
Esel waren das häufigste Reittier im Hochland von Chiapas

Das Buch handelt von einer Reise Travens mit einem indianischen Begleiter auf Eseln ins Hochland des mexikanischen Bundesstaates Chiapas. Traven beschreibt sehr detailreich die Flora, Fauna und Geografie des Landes, vor allem aber dessen Bewohner, die indianischen Ureinwohner und deren soziale Gewohnheiten.

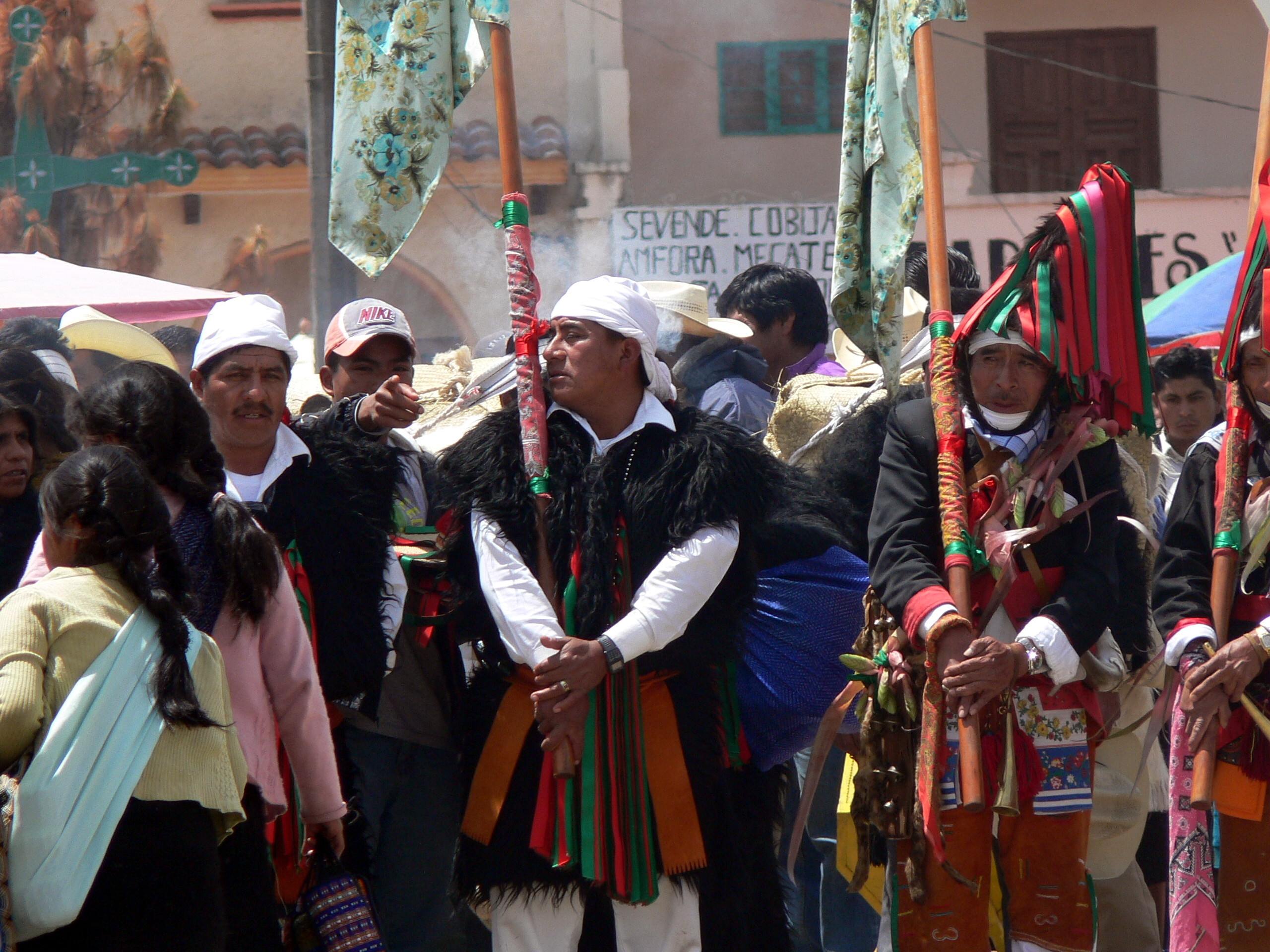
San Juan Chamula – Prozession der Tzotzilmayas

Eine besondere Vertiefung erfährt der Reisebericht bei der humorvollen Betrachtung der stark ritualisierten religiösen Praktiken der nur anteilig christianisierten Maya-Völker.
So erwähnt Traven beispielhaft, dass es in den bereisten Landen immer wieder vorgekommen ist, dass Indianer freiwillig oder auch gezwungenerweise von Stammesangehörigen gekreuzigt worden sind, um sich durch die Kreuzigung kollektiv von Sünden befreien zu können.
Besonders ausführlich schildert der Autor die Gebräuche, Rituale, Trachten und die Religion der Tzotzilmayas, die in der Gegend von Chamula siedeln. Auch die Besonderheiten der Tzotzilsprache werden in einem kurzen Abschnitt beschrieben.
Traven stellt in diesem Buch auch die Theorie auf, dass der Ursprung der Menschheit in Mexiko zu finden sei.

## Nachweise
1. ↑  B. Traven: Land des Frühlings. Büchergilde Gutenberg, Berlin 1928, S. 6.
2. ↑  B. Traven: Land des Frühlings. Büchergilde Gutenberg, Berlin 1928, S. 431–495.
3. ↑  B. Traven: Land des Frühlings. Büchergilde Gutenberg, Berlin 1928, S. 432.
4. ↑  Frank Nordhausen: »Views most wonderful«. B. Travens erste Reisen ins Land des Frühlings. In: Jörg Thunecke (Hrsg.): B. Traven the writer. = Der Schriftsteller B. Traven. Ed. Refugium, Nottingham 2003, S. 215–241, hier S. 241.
5. ↑  B. Traven: Land des Frühlings. Büchergilde Gutenberg, Berlin 1928, S. 6.
6. ↑  B. Traven: Land des Frühlings. Büchergilde Gutenberg, Berlin 1928, S. 1–431.
7. ↑  Zitiert nach Karl S. Guthke: B. Traven. Biographie eines Rätsels. Büchergilde Gutenberg, Frankfurt am Main, Olten, Wien 1987, S. 413.
8. ↑  B. Traven: Land des Frühlings. Büchergilde Gutenberg, Zürich 1950, S. 344.
9. ↑  Anhang. Varianten der Erstausgabe von 1928. Büchergilde Gutenberg, Frankfurt am Main, Wien, Olten 1982.
10. ↑  H. D. Tschörtner: B. Travens Briefe an Johannes Schönherr. In: Jörg Thunecke (Hrsg.): B. Traven the writer. = Der Schriftsteller B. Traven. Ed. Refugium, Nottingham 2003, S. 181–197, hier S. 193.
11. ↑  B. Traven als Photograph
12. ↑  H. D. Tschörtner (Hrsg.): Nachwort zu Aus dem Land des Frühlings. Auszüge, Aufsätze, Auskünfte. Verlag Volk u. Welt, Berlin 1986, S. 476–491, hier S. 476.
13. ↑  Renate von Hanffstengel: Land des Frühlings – ein später Frühling daselbst: Überlegungen zur Erstausgabe in Mexiko. In: Jörg Thunecke (Hrsg.): B. Traven the writer. = Der Schriftsteller B. Traven. Ed. Refugium, Nottingham 2003, S. 464–484, hier S. 468.
14. ↑  B. Traven: Land des Frühlings. Büchergilde Gutenberg, Berlin 1928, z. B. S. 78–88.
15. ↑  B. Traven: Land des Frühlings. Büchergilde Gutenberg, Berlin 1928, z. B. S. 78–80.
16. ↑  B. Traven: Land des Frühlings. Büchergilde Gutenberg, Berlin 1928, z. B. S. 134–136.

### Ausgaben
- B. Traven: Land des Frühlings. Büchergilde Gutenberg, Berlin 1928, DNB 361772408.
- B. Traven: Land des Frühlings. Büchergilde Gutenberg, Zürich 1936
- B. Traven: Land des Frühlings. Büchergilde Gutenberg, Zürich 1950
- B. Traven: Land des Frühlings. Ausgabe in zwei Bänden. Werkausgabe Bd. 16 und 17 sowie Anhang. Varianten der Erstausgabe von 1928. Büchergilde Gutenberg, Frankfurt am Main, Wien, Olten 1982, ISBN 3-7632-2083-6.

### Übersetzung
- B. Traven: Tierra de la primavera. CONACULTA, Mexico City 1996, ISBN 968-29-9546-9

### Sekundärliteratur
- Karl S. Guthke: B. Traven. Biographie eines Rätsels. Büchergilde Gutenberg, Frankfurt am Main, Olten, Wien 1987, S. 400–425.
- Bernd Fischer: Nations- und Revolutionsbegriffe in B. Travens Land des Frühlings. In: Jörg Thunecke (Hrsg.): B. Traven the writer. = Der Schriftsteller B. Traven. Ed. Refugium, Nottingham 2003, S. 429–443.
- Anna Lürbke: Die indigenen Kulturen Mexikos im Werk von B. Traven. In: Günter Dammann (Hrsg.): B. Travens Erzählwerk in der Konstellation von Sprachen und Kulturen. Königshausen & Neumann, Würzburg 2005, S.  95–108.